# Adstryngencja
Adstryngencja - miara skłonności garbnika do wiązania się z białkiem skóry. Są to właściwości ściągające, charakterystyczne dla garbników roślinnych. Inaczej powinowactwo chemiczne garbnika do skóry.
Garbniki, które posiadają małą adstryngencję przenikają powoli przez splot włókien, w przypadku dużej adstryngencji garbniki szybko wiążą się z białkiem i nie przenikają w głąb splotu kolagenowego. 
Wartość adstryngencji zależy od stopnia jego stężenia, jego ładunku elektrycznego danej skóry.